# Alan Clare
Alan George Clare (31 de mayo de 1921 - 29 de noviembre de 1993), nacido como Alan George Jaycock; fue un pianista y compositor británico de jazz.

## Familia
La cantante Bloom Rose Houtman se casó con Alan Clare en 1947. Alan y Bloom vivieron durante la mayor parte de su matrimonio en Holland Park, Londres, en el 86A de Holland Park, donde se reunía el conjunto de Holland Park para ensayar para The Telegoons.

## Carrera
Clare nació en Londres y empezó a tocar el piano de pequeño. Tras dejar la escuela a los 14 años, tocó en clubes nocturnos locales. A principios de la década de 1940 tocó en pequeñas bandas lideradas por Stephen Miller y Roy Marsh, y luego con Stephane Grappelli; después tuvo una residencia y actuó brevemente con el pianista George Shearing y Sid Phillips. Su carrera musical se vio interrumpida por el servicio militar, que terminó en 1946.
Alan fue un miembro original del Holland Park Set de Londres, que incluía a Peter Sellers, Spike Milligan, Stéphane Grappelli, Harry Secombe, etc.  Se reunían regularmente en el sótano de Alan en Holland Park para ensayar para The Telegoons.
Durante los dos años siguientes, el trabajo principal de Clare fue con en los Nitwits de Sid Millward, tras lo cual volvió a estar con Grappelli durante dos años. Durante el período de su residencia en el Studio Club de Londres entre 1950 y 56, Clare también tocó con Grischa Farfel, Kenny Baker, Harry Parry y Harry Hayes. Durante el resto de los años 50 y gran parte de la década siguiente, trabajó en varios clubes de Londres. También apareció en la televisión en los años 60 y 70, junto al cómico Spike Milligan. En 1961, compuso la música del largometraje Siete llaves. Clare se reunió con Grappelli a principios de la década de 1970 y tuvo residencias en clubes hasta principios de la década de 1990, aunque la enfermedad redujo sus apariciones. Clare falleció en Londres el 29 de noviembre de 1993.
Otra amiga íntima de Clare fue la cantante y animadora estadounidense Adelaide Hall. Clare fue el pianista de Hall en sus actuaciones en directo durante muchos años. Alan Clare falleció 22 días después de la muerte de Adelaide Hall, que se produjo el 7 de noviembre de 1993.

## Álbumes
- Holland Park

## Más información
- Alan and Bloom Clare, the Goons, Stephane Grappelli and Other Stories[7]
- I Can Hear The Music: The Life of Gene DiNovi[8]